# Skála kirkja
Skála kirkja er en kirke på Færøerne i Skála på Eysturoy, hjemmehørende i Færøernes folkekirke og Sjóvar prestagjald. Bygden Skála strækker sig parallelt med vestsiden af Skálafjørður.
Kirken er bygget af beton og har rødt eternittag. Over vestenden er en ottekantet tagrytter med bliktag. På hver anden af tårnets sider er der lem,der åbnes når der ringes, mens der er ure i de resterende felter. Indgangen er i vestgavlen ud mod vejen, oven over er der 3 næsten kvadratiske vinduer og øverst et blændings kors. På de to langsider, sidder der mod vest 2 + 2 kvadratiske vinduer over hinanden og tre rektangulære vinduer. På korgavlen er der i år 2015 opført en ny tilbygning.
Kirken har tøndehvælv med loftsafsats i siderne. Indvendigt er kirken beklædt med mørke paneler. Altertavlen, "Jesus og den vantro Thomas" er en kopi efter Marstrand malet i 1959 af Jacob Olsen,Torshavn. Over altertavlen er teksten fra johannes k20 v19-31:" min herre og Gud". På vægggen bag altertavlen er bemalet med et "korgitter med symboler" som kendes fra de traditionelle færøkirker. På alterets højre side hænger et krucifiks på væggen. Døbefonten står på en keglestub. kirkeskibet er en slup, "Guiding Star". Der er to Kirkeklokker. Den ene er støbt i 1939 af B. Løw og Søn, København. Den anden fik kirken i 1990, støbt i Ålborg af De Smithske Støberier i 1990. Orgelet stammer fra Lemvig og stod tidligere i Fuglafjørður.

## Kirkens historie
Et sagn fortæller at bygdens kirke i det 16. århundrede, eller tidligere, stod ved åen Prestá: "Men en søndag i kirketiden førte en oversvømmelse kirken ud på fjorden, og alle kirkegængerne døde. Så blev det lovet, at der hvor kirkens første del kom drivende i land, skulle den bygges op igen".

I efteråret 1938 vælges P. Buhl Nielsen, sognepræst i Nes, som formand for byggeudvalget.  
Bygmester Niels Paula Hansen fra Glyvrar, stod for støbearbejdet. Arbejdet med støbningen er gået hurtigt, for allerede i april 1939 blev arbejdet med at beklæde kirken indvendigt udbudt. Dette arbejde blev udført af tømrermester Olaf Rasmussen. Kirken blev indviet søndag den 20. oktober 1940 af J. Dahl.